# George Caffentzis
George Caffentzis er en politisk filosof og autonom marxist. Han stiftede Midnight Notes Collective og er stiftende medlem og koordinator af Committee for Academic Freedom in Africa (CAFA). Han er professor emeritus i filosofi ved University of Southern Maine.